# كوي بلاغ (مقاطعة فامنين)
كوي بلاغ (بالفارسية: کوی بلاغ) هي قرية تقع في قسم بيشخور الريفي (مقاطعة فامنين) في إيران. يقدر عدد سكانها بـ 21 نسمة بحسب إحصاء 2016.